# Basküle (Waffe)
Als Basküle (frz. bascule: Kippstufe, Wippe) bezeichnet man in der Waffentechnik bei Kipplaufwaffen das kastenförmige Werkstück aus Metall zwischen Lauf und Hinterschaft, welches die Teile des Schlosses enthält, das Laufbündel aufnimmt, dieses verriegelt und mit dem Hinterschaft verbindet.

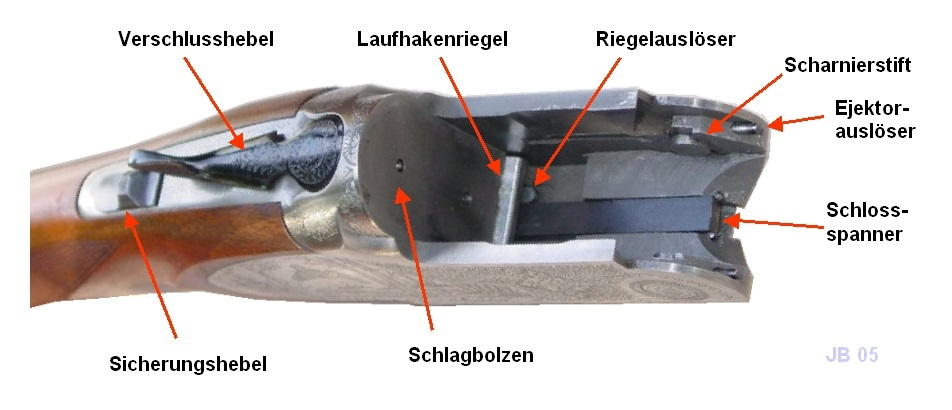
Aufbau der Basküle einer Bockdoppelflinte

Die Basküle (auch: Systemkasten, Verschlusskasten) der Kipplaufgewehre enthält das Schloss zum Spannen und Auslösen der Waffe sowie die Verriegelung zum Öffnen und Schließen. Zum Öffnen wird der Lauf oder das Laufbündel abgeknickt. Die Basküle nimmt den Hinterschaft auf, mit dem sie meist durch eine lange, durch den Schaft laufende Schraube sowie durch den auf der Oberseite des Schafthalses verlaufenden Baskülenschwanz verbunden ist. Auf dem Baskülenschwanz sitzt meist der Sicherungshebel. Das Laufbündel ist um eine Achse (Scharnierstift) im Vorderteil der Basküle drehbar gelagert. Im geöffneten Zustand und bei abgenommenem Vorderschaft kann das Laufbündel aus der Basküle ausgehakt werden. 
Zur Verriegelung der geschlossenen Läufe sind Baskülen mit verschiedenen Verriegelungssystemen entwickelt worden. Damit kann der unterschiedlich starken Belastung der Waffe bei der Schussabgabe Rechnung getragen werden. Das Bild zeigt eine Laufhakenverriegelung durch einen einfachen Riegel im unteren Teil des Stoßbodens. Der Riegel wird zurück in den Stoßboden gezogen, wenn der Verschlusshebel zur Seite geschwenkt wird. Damit sind die Läufe frei. Wenn die Waffe geschlossen wird drückt das Laufbündel auf die Zunge des Riegelauslösers. Der Riegel schnellt vor und arretiert die Läufe. Der Verschlusshebel schlägt in die Ausgangslage (Bild) zurück.

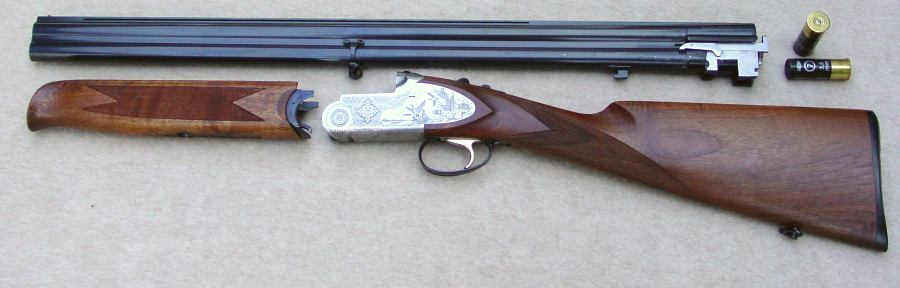
Läufe, Vorderschaft, Basküle mit Hinterschaft

 Der Vorderschaft der Waffe greift in den Schlossspanner, so dass die Schlosse beim Schließen gespannt werden. Über die Ejektorstifte, die mit dem Schloss gespannt oder abgeschlagen sind, wird der Ejektor so gesteuert, dass die abgeschossene Patronenhülse durch Federkraft ausgestoßen wird.

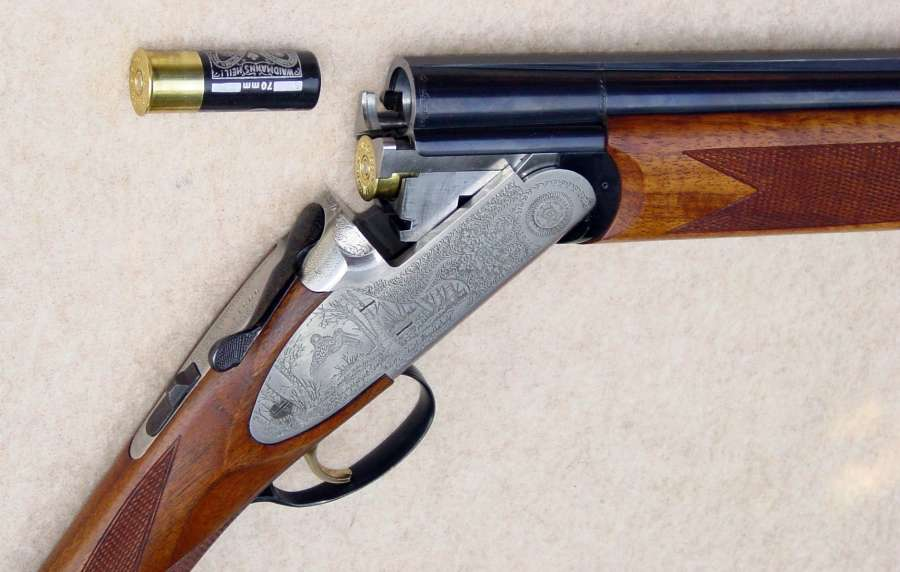
Basküle & Patronenejektor

 Der Stoßboden der Basküle nimmt den Rückstoß der Patrone beim Schuss auf. Beim Auslösen des Schusses wird der Schlagbolzen durch eine Bohrung im Stoßboden auf das Zündhütchen der Patrone geschlagen.
Der Kastenteil der Basküle ist meist aus einem einzigen Schmiedestück gefertigt. 

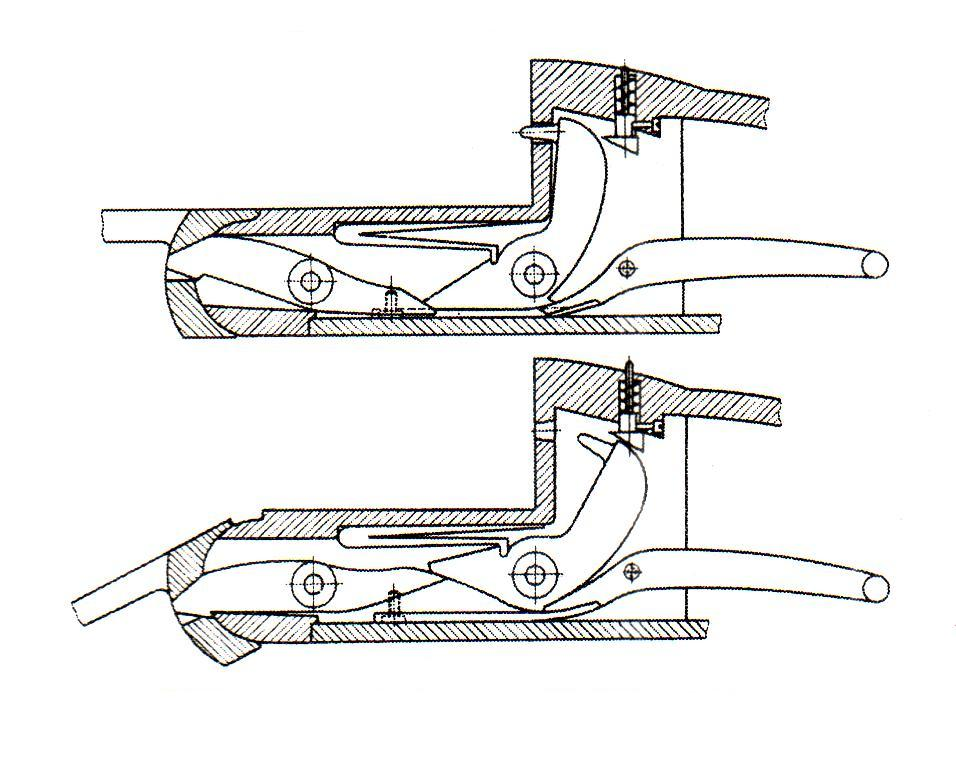
Basküle mit Selbstspannerschloss

Das Schloss, bei hochwertigen Doppelflinten auch zwei separate Schlosse, werden ebenso wie die Verriegelungsmechanik in das durch Fräsen, Schleifen und Polieren vorbereitete Schmiedestück eingesetzt. Die Basküle wird häufig durch Gravuren mit Arabesken oder Bilddarstellungen verfeinert.
Die Basküle trägt alle Bedienelemente:
- den Verschlusshebel zum Öffnen und Schließen,
- die Sicherung zum Sichern und Entsichern,
- den Stecher und den oder die  Abzugshebel
- Umschaltvorrichtungen zur Zuordnung eines bestimmten Laufes zu einem Abzug oder zur Festlegung der Abschussfolge bei Doppelflinten mit Einabzug.

Wie alle wesentlichen Teile der Waffe muss die Basküle zum Nachweis der amtlich festgestellten Beschussfestigkeit das Beschusszeichen eines Beschussamtes eingeschlagen haben.